# Ла Гранд (Орегон)
Ла Гранд (енгл. La Grande) град је у америчкој савезној држави Орегон.

## Демографија
По попису из 2010. године број становника је 13.082, што је 755 (6,1%) становника више него 2000. године.
| Група             | 2000.          | 2010.          |
| Белци             | 11.312 (91,8%) | 11.606 (88,7%) |
| Афроамериканци    | 84 (0,7%)      | 111 (0,8%)     |
| Азијати           | 155 (1,3%)     | 149 (1,1%)     |
| Хиспаноамериканци | 342 (2,8%)     | 601 (4,6%)     |
| Укупно            | 12.327         | 13.082         |